# Akimiski-eiland
Akimiski-eiland (Engels: Akimiski Island) is een eiland in het Canadese territorium Nunavut. Akimiski-eiland ligt op 19 km van de kust van Ontario. Het is het grootste eiland van de Jamesbaai, dat onderdeel is van de Hudsonbaai. Akimiski heeft een oppervlakte van 3001 km². Het hoogste punt is 31 meter. Het eiland heeft geen permanente menselijke bewoning.
Op de oostelijke helft van het eiland genieten trekvogels bescherming doordat het erkend is als een trekvogelreservaat.

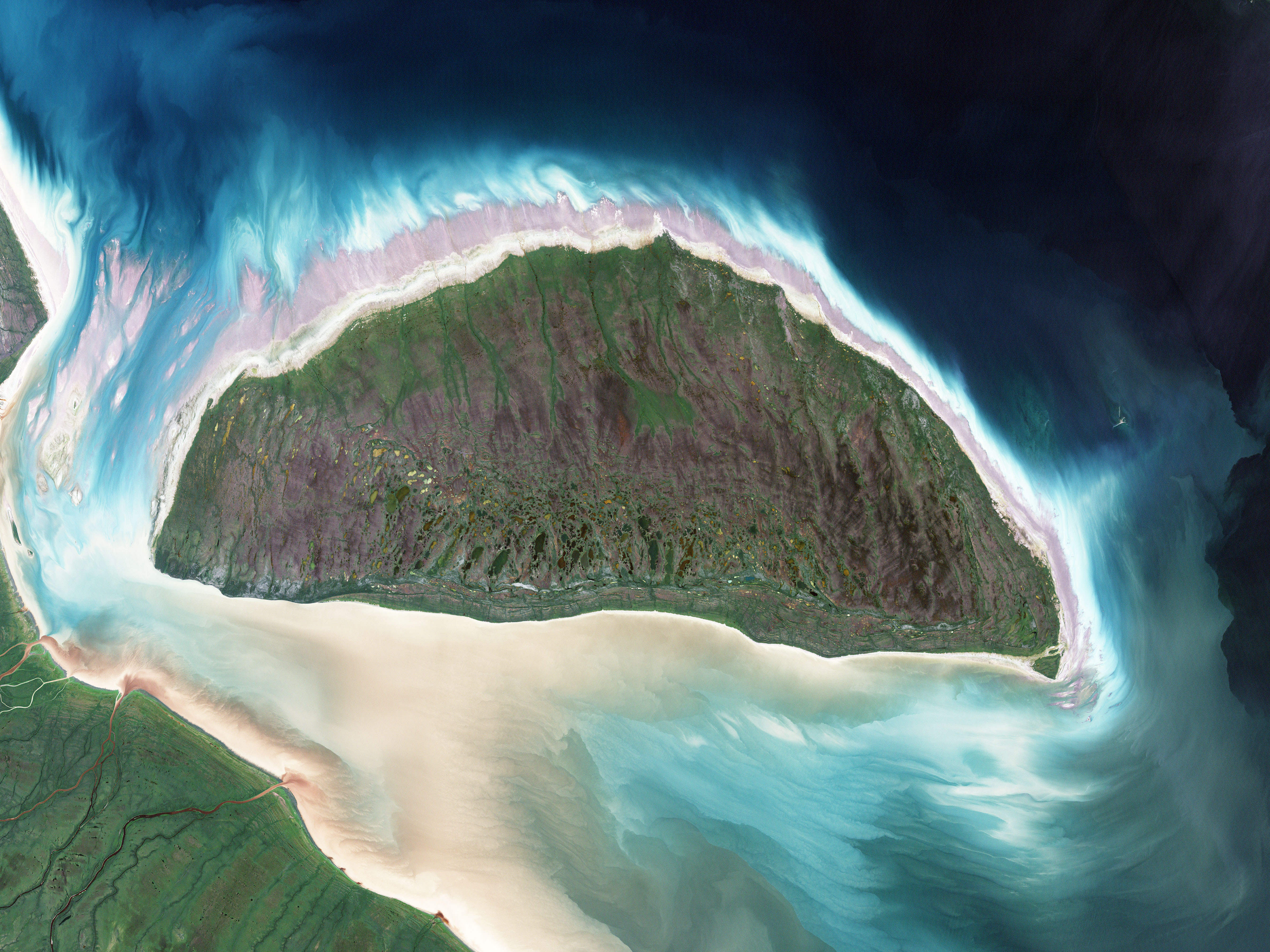
Landsat-afbeelding van Akimiski
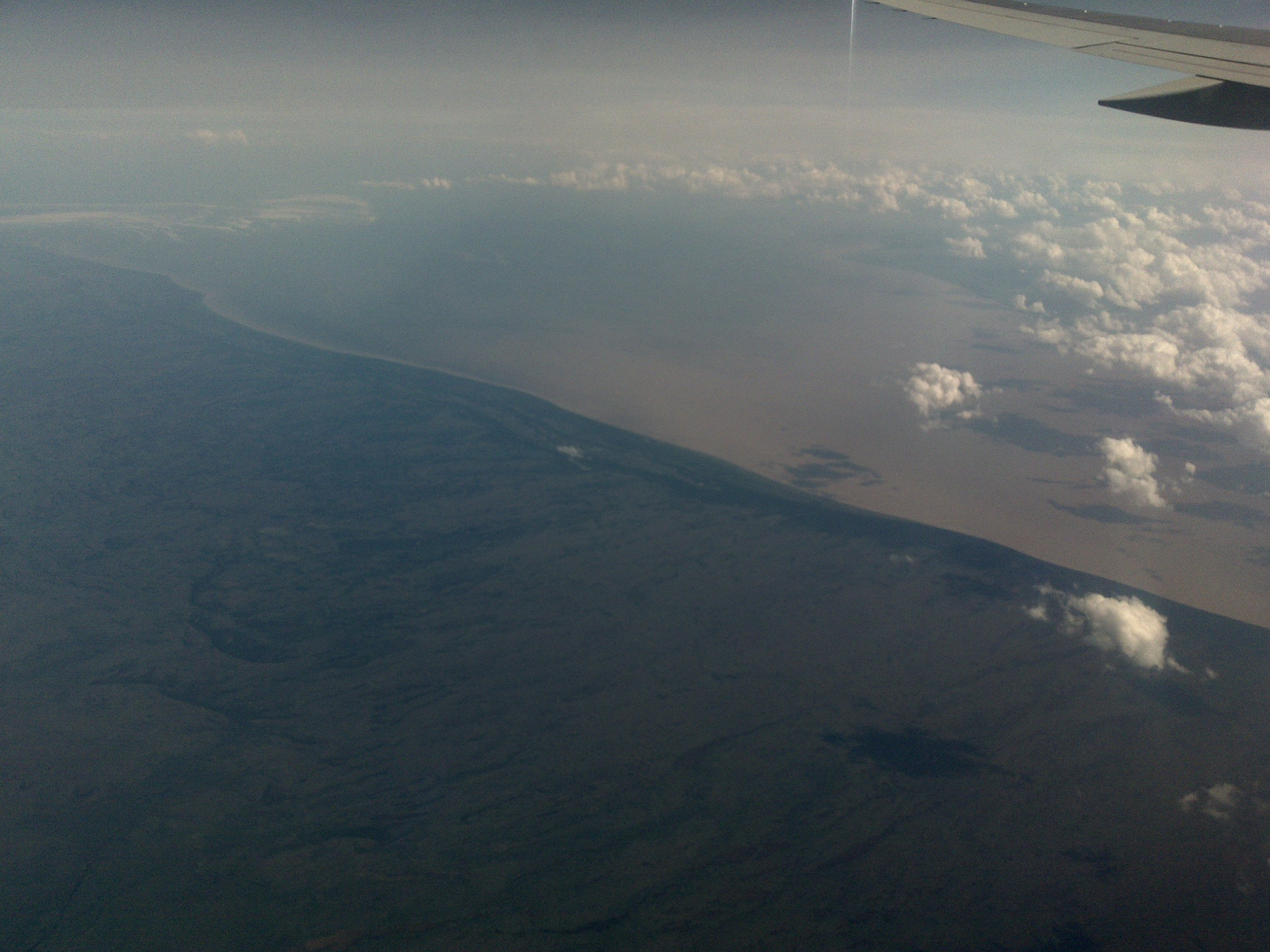
Westkust van het eiland